# Chaponnay
Chaponnay är en kommun i departementet Rhône i regionen Auvergne-Rhône-Alpes i östra Frankrike. Kommunen ligger i kantonen Saint-Symphorien-d'Ozon som tillhör arrondissementet Lyon. År 2022 hade Chaponnay 4 519 invånare.

## Befolkningsutveckling
Antalet invånare i kommunen Chaponnay
| Referens: INSEE |